# Oecetis mahadeva
Oecetis mahadeva is een schietmot uit de familie Leptoceridae. De soort komt voor in het Oriëntaals gebied.